# Trichrous lineolatus
Trichrous lineolatus är en skalbaggsart som först beskrevs av White 1853.  Trichrous lineolatus ingår i släktet Trichrous och familjen långhorningar. Inga underarter finns listade i Catalogue of Life.